# Красимир Спасов
Красимир Йорданов Спасов е български театрален и кинорежисьор, театрален педагог, професор.

## Биография
Роден е във Варна на 26 юли 1941 година. Завършва висшето си театрално образование в София, специалност „Режисура за драматичен театър“.
Води режисьорски клас в НАТФИЗ „Кръстьо Сарафов“, София.
Баща на актрисата Касиел Ноа Ашер (с рождено име Десислава Спасова, известна и като Деса Красова).
Носител на наградата „Икар“ на Съюза на артистите в България „за цялостно творчество“, 2012.
Работил е в театрите:
- Драматичен театър „Стоян Бъчваров“, Варна
- Драматичен театър „Сава Огнянов“, Русе
- Драматичен театър „Адриана Будевска“, Бургас
- Нов драматичен театър „Сълза и смях“, София
- Народен театър „Иван Вазов“, София
- Драматичен театър „Гео Милев“, Стара Загора
- Театър „Българска армия“, София
- Сатиричен театър „Алеко Константинов“, София

Гастроли в чужбина:
- 1977 г. – Театър на Ленинския комсомол, Петербург, Русия – „Краят остава за вас“ от Георги Данаилов;
- 1980 г. – Театър „Естудио“, Хавана, Куба – „Сако от велур“ от Станислав Стратиев;
- 1997 г. – Драматичен театър Битоля, Македония – „Стъклената менажерия“
- 1999 г. – Битоля, Северна Македония – „Васа Железнова – 1910“ от Максим Горки;
- 2001 г. – Битоля, Северна Македония – „Развратникът“ от Е.Е.Шмит

Гастроли на негови спектакли:
- Полша – Торун, Бидгошч, Варшава;
- Латвия – Рига;
- Русия – Москва, Петербург;
- Украйна – Киев;
- Германия – Берлин, Лайпциг.

Кино:
2 игрални филма – „Забравете този случай“ (1984) и „О, Господи, къде си?“ (1991)